# Allophylus acutatus
Allophylus acutatus är en kinesträdsväxtart som beskrevs av Ludwig Radlkofer. Allophylus acutatus ingår i släktet Allophylus och familjen kinesträdsväxter. Inga underarter finns listade i Catalogue of Life.